# Andròn: The Black Labyrinth
Andròn: The Black Labyrinth è un film del 2015 diretto da Francesco Cinquemani.

## Trama
Un gruppo di persone si ritrovano rinchiuse all'interno di una struttura labirintica. Inizialmente non hanno ricordi su come ci sono arrivati ma poi iniziano a ricordare a sprazzi il loro passato, rendendosi conto di appartenere ad epoche diverse.
Le pareti della struttura si muovono, modificando gli ambienti, separando il gruppo e mettendolo a contatto con nuove persone. Una voce robotica avvisa del decesso di alcuni dei partecipanti. I protagonisti dovranno capire dove si trovano e cercare di uscirne.

## Distribuzione
La pellicola è stata presentata in anteprima al Trieste Science+Fiction Festival l'8 novembre 2015.